# Цвета Зузорич
Цвета Зузорич-Пешоні (хорв. Cvijeta Zuzorić, серб. Цвијета Зузорић, італ. Flora Zuzori, Floria Zuzzeri; 1552, Рагуза — Анкона, 1 грудня 1648) — хорватська та італійська поетеса.

## Життєпис
Народилась у купецькій сім'ї Франьо Зузорича в Рагузі. Виховувалась в Анконі, куди сім'я переїхала в 1562 році. У 1577 році одружилась з італійським дворянином Бартоломео Пешоні (італ. Bartolomeo Pescioni), послом Флоренції в Рагузькій республіці. У 1582 році подружжя переїхало до Флоренції.

## Поезія
Бувши добре освіченою жінкою, вона запрошувала численних авторів і виконавців у свій будинок, створивши свого роду літературну та художню академію. Її красу й талант оспівували багато письменників-сучасників. Цвета й сама складала чудові епіграми та вірші, проте її творів збереглось мало.
Померла в Анконі 1 грудня 1648 року. Похована в церкві Сан-Франческо (італ. San Francesco).
Ім'я поетеси носить відома мистецька галерея в белградському парку Калемегдан.

## Примітка
1. ↑  Još jedan cvijet u Cvijetinoj kosi. www.matica.hr (хор.). Процитовано 6 лютого 2024.
2. ↑  U glazbenom salonu Cvijete Zuzorić. www.matica.hr (хор.). Процитовано 6 лютого 2024.